# Algiques
Les Algiques ou Algonkiens sont une grande famille de peuples autochtones d'Amérique du Nord qui comportait une quarantaine de tribus.

## Histoire
Ethnies appartenant à ce groupe
I. Wiyot
1. Wiyots (†)
II. Yurok
2. Yuroks
III. Langues algonquiennes
3. Arapahos
4. Blackfoots
5. Cheyennes
6. Cris
7. Foxs
8. Menominee
9. Miamis-Illinois (†)
10. Ojibwés
11. Potawatomis
12. Shawnees
A. Algonquin oriental
13. Abenakis oriental
14. Etchemins (†)
15. Loup A (†)
16. Loup B (†)
17. Mahicans (†)
18. Maliseets
19. Massachusetts (†)
20. Micmacs
21. Mohegans-Pequot (†)
22. Munsees (ou Delaware)
23. Nanticokes (†)
24. Narragansetts (†)
25. Pamlicos (†)
26. Powhatans (†)
27. Quiripis-Naugatucks-Unquachogs (†)
28. Shinnecocks (†)
29. Unamis (†)
30. Abenakis occidental

## Langue
On pense que les langues algiques descendent toutes du proto-algique, une proto-langue du second ordre reconstruite à partir du proto-algonquin ainsi que des langues wiyot et yurok.
La plupart des langues algiques sont membres de la sous-famille algonquienne, parlées dans une région allant des montagnes Rocheuses à la Nouvelle-Angleterre. Les autres langues algiques sont les langues yurok et le wiyot du nord-ouest de la Californie.